# Liste der Monuments historiques in Les Baroches
Die Liste der Monuments historiques in Les Baroches führt die Monuments historiques in der französischen Gemeinde Les Baroches auf.

## Liste der Objekte
| Bezeichnung                   | Beschreibung                                    | Standort                                             | Kennzeichnung | Schutzstatus | Datum | Bild |
| ----------------------------- | ----------------------------------------------- | ---------------------------------------------------- | ------------- | ------------ | ----- | ---- |
| Skulptur Christus in der Rast | Stein, farbig gefasst, 16. Jahrhundert          | Génaville, in der Kirche Très-Sainte-Trinité (Lage)  | PM54000037    | Classé       | 1961  |      |
| Kanzel                        | Eichenholz, Terrakotta, 18. und 19. Jahrhundert | Méraumont, in der Kirche St-Jacques-le-Majeur (Lage) | PM54001389    | Inscrit      | 1989  |      |